# Echus Chaos
Echus Chaos és una estructura geològica del tipus chaos a la superfície de Mart, situada amb el sistema de coordenades planetocèntriques a 14.75 ° de latitud N i 286.14 ° de longitud E. Fa 480.51 km de diàmetre. El nom va ser fet oficial per la UAI l'any 1985 i el pren de la característica d'albedo, Echus Lacus, localitzada a 1 ° de latitud N i 90 ° de longitud O.